# Кацхите
Кацхите (њем. Katzhütte) општина је у њемачкој савезној држави Тирингија. Једно је од 39 општинских средишта округа Залфелд-Рудолштат. Према процјени из 2010. у општини је живјело 1.801 становника. Посједује регионалну шифру (AGS) 16073037.

## Географски и демографски подаци
Кацхите се налази у савезној држави Тирингија у округу Залфелд-Рудолштат. Општина се налази на надморској висини од 420 метара. Површина општине износи 28,7 km². У самом мјесту је, према процјени из 2010. године, живјело 1.801 становника. Просјечна густина становништва износи 63 становника/km².